# مقبرة برومتون

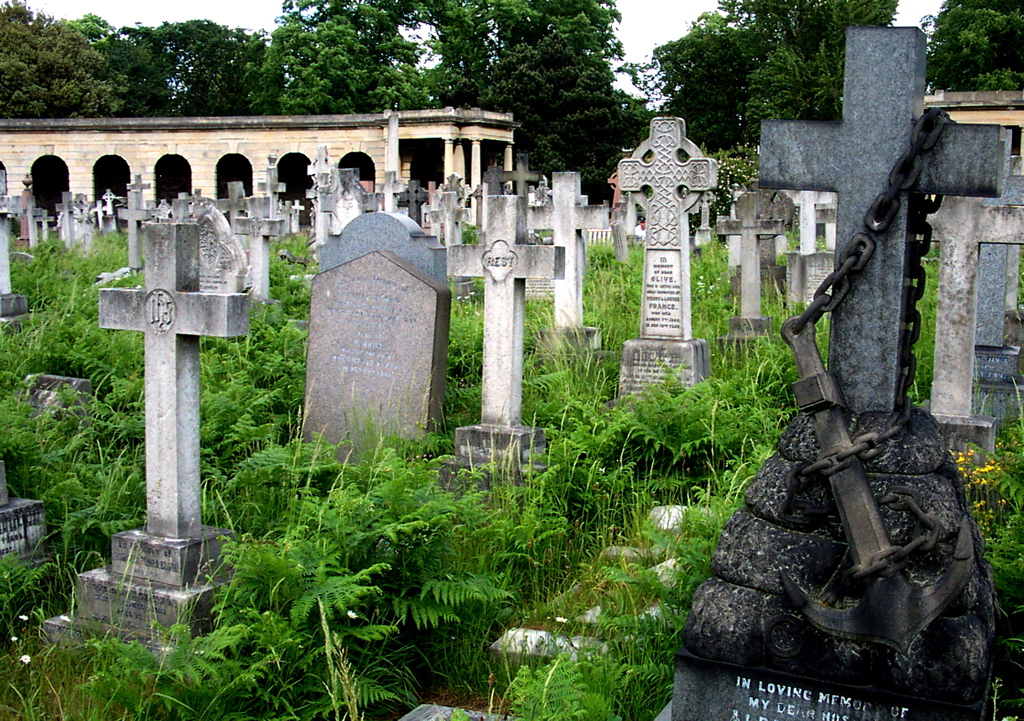
مقبرة برومتون

مقبرة برومتون (بالإنجليزية: Brompton Cemetery)‏ هي مقبرة تقع قرب محطة غرب برومتون في حي كينسينغتون وتشيلسي بالعاصمة الإنجليزية لندن، وهي المقبرة الوحيدة في البلاد المملوكة للتاج. وهي واحدة من أقدم المقابر البستانية وأبرزها في بريطانيا، وبها كولمباريوم صغير.

## تاريخ موجز
أُنشئت المقبرة بمرسوم برلماني وافتُتحت سنة 1840، وكان اسمها عند افتتاحها «مقبرة غرب لندن ووستمينستر» (بالإنجليزية: West of London and Westminster Cemetery)‏، وكرّسها أسقف لندن تشارلز جيمس بلومفيلد في يونيو 1840، وقد تضررت من جرّاء القصف أثناء الحرب العالمية الثانية، وأُوقف الدفن فيها في الفترة من 1952 إلى 1966، باستثناء مدافن العائلات، ثم عادت للعمل مجددًا، وبها قبور و«حدائق للذكرى» مخصصة لرماد الموتى المحروقين.

## مدفونون بالمقبرة
دُفن في المقبرة ما يزيد على 205 آلاف شخص، من جنسيات وأديان متنوعة.

### قبور عسكرية
كانت مقبرة برومتون في الفترة بين 1854 و1939 المقبرة العسكرية الخاصة بمقاطعة لندن، وقد دُفن فيها 289 من أفراد قوات الكومنولث الذين خاضوا الحرب العالمية الأولى، و79 من مقاتلي الحرب العالمية الثانية، تتولى تسجيل قبورهم وصيانتها هيئة الكومنولث لمقابر الحرب، وذلك إلى جانب بعض ضحايا حروب القرن التاسع عشر. وتقع معظم مقابر الحرب في قسم مخصص لها بالجانب الغربي من المقبرة، غير أن قبور عدد لا بأس به من الجنود ضحايا الحروب موجودة أيضًا في أقسام أخرى متفرقة من المقبرة. وقد دُفن بالمقبرة ـ فضلًا عن العسكريين البريطانيين ـ عسكريون تشيكوسلوفاكيون وبولنديون وروس.

### من أبرز المدفونين بالمقبرة

#### بريطانيون
- ألبرت ريتشارد سميث: كاتب.
- إميلين بانكيرست: ناشطة نسوية بريطانية.
- براندون توماس: ممثل.
- برايان غلوفر: ممثل تلفزيوني وسينمائي.
- بيرسي إدغار لامبرت: سائق سيارات سباق.
- تيم هيثيرنغتون: مصور صحفي ومراسل حربي.
- جوزيف توماس كلوفر: أحد رواد التخدير في القرن التاسع عشر.
- جون توماس: نحات.
- جون سنو: طبيب تخدير وعالم وبائيات.
- السير جيمس براون: مهندس عسكري.
- روبرت فورشن: عالم نبات اسكتلندي.
- رودريك مرشيسون: جيولوجي.
- صموئيل سمايلز: كاتب.
- غوس ميرز: مؤسس نادي تشيلسي.
- ويليام كلود كيربي: أول رئيس لنادي تشيلسي.
- كيت لامبرت: منتج موسيقي وأول مدير لفريق ذا هو.
- هنري كول: مؤسس كل من متحف فكتوريا وألبرت وقاعة ألبرت الملكية والكلية الملكية للموسيقى والمعرض العظيم سنة 1851، ومبتكر بطاقات عيد الميلاد.
- هنريتا مورايس: كاتبة وموديل بريطانية.
- هيو مونتجومري: ضابط ولاعب كريكيت بريطاني، كان واحدًا من أعضاء ما سُمي بعصابة القاهرة الذين اغتالهم الجيش الجمهوري الأيرلندي.
- وليام إدوارد ايرتون: فيزيائي.
- ويليام رسل: صحفي ومراسل حربي.
- وليام كروكس: كيميائي وفيزيائي.
- ويليام ميخائيل روك: ملحن أيرلندي.
- ويليام ويليامز: قائد عسكري.

#### أجانب
- بلانش روزفلت: مغنية أوبرا وكاتبة أمريكية.
- تيم روز: مغنٍّ وكاتب أغانٍ أمريكي.
- جوهانس زوكيرتور: أستاذ شطرنج بولندي.
- جيمس ماكدونالد: رجل أعمال أمريكي، رأس الشركة الأنجلو-أمريكية للنفط.
- ريتشارد تاوبر: مغني أوبرا نمساوي.

## وصلات خارجية
- الموقع الرسمي (بالإنجليزية)